# 渡島大島

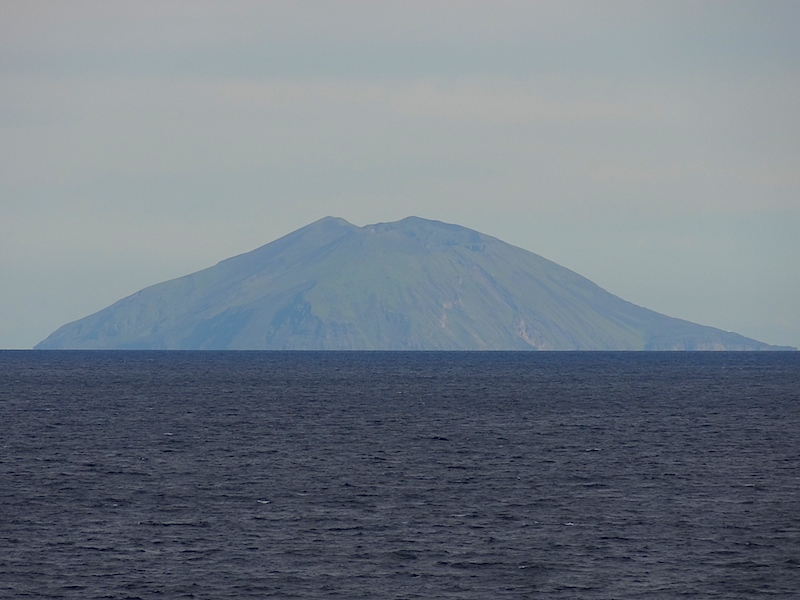
渡島大島

渡島大島（日语：／ Oshima Ōshima */?）是位于北海道松前郡松前町西岸50km的一個島嶼。又稱松前大島（まつまえおおしま）。
行政地名為松前郡松前町大島。

## 地理
渡島大島面積約9.73km2 ，是日本最大的無人島。島嶼整體為往開口向北的馬蹄形破火山口，破火山口中有火山渣錐組成的火山。最高峰為江良岳（737m）。若從海底開始計算的話則高近2,000m。島的西端位于東經139度20分16秒，也是北海道的最西端。島周圍海域極深，距岸約500公尺處的水深已達100公尺。馬蹄形破火山口從島往北延伸約5公里，推測山體崩壞時的總體積約2.5km3。

### 火山活動的歷史
渡島大島是無人島，也幾乎沒有噴發活動的紀錄。少數的紀錄是在1741年（寬保元年）8月27日的寛保岳大噴火。隔日引發的巨大海嘯造成了對岸熊石到松前一帶1,467人罹難。引發巨大海嘯的原因主要有2種看法，第一個是在噴發之後大規模山崩所造成，第二個是低頻率地震所引發。氣象廳採納的原因是山崩，而東京大學地震研究所則認為地震說較為可靠。

## 自然
島上作為大水薙鳥的繁殖地北限，已被日本國家指定為天然紀念物。同時也是松前矢越道立自然公園的一部分。但是二戰前後人類的捕獵與人為帶入的鼠類與兔類影響當地生態，使得大水薙鳥數量急速減少。

## 交通
由於是無人島，一般人無法登島。
由於近海有許多漁船，目前正在島東部鳥烏（トリカラス）濱建設漁港做為漁業前進基地與避難所，預定2020年完成。島南部的北風泊（アイドマリ）有燈塔與海上保安廳的直升機場。
為了火山活動及生態保護，在漁港完成後仍需獲得文化廳許可後才可登島。

## 外部連結
- 國土地理院 地圖閲覧系統 2萬5千分之1 （页面存档备份，存于）

- 北海道渡島大島海嘯（1741年）供養碑 （页面存档备份，存于）（東京大學地震研究所）
- 氣象廳　北海道活火山　渡島大島 （页面存档备份，存于）